# Dangerous Woman (песня)
«Dangerous Woman» (с англ. — «Опасная женщина») — сингл американской певицы Арианы Гранде. Песня была выпущена 11 марта 2016 в качестве ведущего сингла с ее третьего студийного альбома «Dangerous Woman». Сингл был номинирован на премию «Грэмми» за лучшее сольное поп-исполнение.

## Запись и релиз
В октябре 2015 года Гранде выпустила «Focus» в качестве предполагаемого ведущего сингла со своего третьего студийного альбома, который в то время назывался «Moonlight». Песня стала успешной и заняла места в некоторых чартах. Тем не менее, Гранде решила изменить название своего альбома с Moonlight на Dangerous Woman, а затем выпустила одноименный трек в качестве ведущего сингла. По словам певицы, Moonlight — прекрасная песня и название у нее прелестное, но Dangerous Woman намного сильнее. 10 марта 2016 года, Гранде выпустила минутный анонс к этой песне во время телевизионной программы на CBS Victoria's Secret Swim Special. 11 марта 2016 года, песня была полностью выпущена в цифровом формате.

## Коммерческий успех
2 апреля 2016 года «Dangerous Woman» дебютировал в Billboard Hot 100 на 10-й строчке, собрав 118 000 скачиваний — он также дебютировал на 2-й строчке в Hot Digital Songs .
Сингл провел в ARIA Charts 13 недель и был сертифицирован платиновым. В Новой Зеландии сингл достиг 16-го места и также стал платиновым. В Великобритании сингл достиг 17-го места в UK Singles Chart и стал платиновым, благодаря продажам.

## Видеоклип

### А капелла
20 марта 2016 года Гранде загрузила видеоклип на YouTube. В видеоклипе Гранде исполняет песню полностью А капелла, одетая в черный латексный костюм кролика. В конце представления съемочная группа громко аплодирует. Видеоклип набрал более 104 миллионов просмотров.

### Официальный клип
Гранде планировала снять две разные версии музыкального клипа. Официальная премьера состоялась на канале Vevo в ночь на 31 марта 2016 года. Режиссером выступила компания The Young Astronauts. В интервью Idolator Гранде объяснила:
Мы использовали два разных визуальных эффекта, потому что эта песня заставляет меня чувствовать себя по-разному, сексуально и гламурно — я хотела снять более простой гламурный клип, а затем хотела снять более откровенный, в конце концов мы соединили оба клипа в один.
В официальном видеоклипе Гранде предстает в откровенном образе, одетая в черное нижнее белье и поет, лежа на кровати. Оттенки синего, фиолетового и розового меняются на протяжении всего клипа. Клип набрал 100 миллионов просмотров 18 мая 2016 года, что сделало его десятым музыкальным клипом Гранде, сертифицированным VEVO. По состоянию на август 2019 года видеоклип набрал более 500 миллионов просмотров.

## Чарты и сертификация
| Чарт(2016)                             | Лучшая позиция |
| -------------------------------------- | -------------- |
| Австралия (ARIA)                       | 18             |
| Австрия (Ö3 Austria Top 40)            | 21             |
| Бельгия/Фландрия (Ultratop 50)         | 31             |
| Бельгия/Валлония (Ultratop 50)         | 33             |
| Канада (Billboard Canadian Hot 100)    | 10             |
| Канада (Billboard AC)                  | 40             |
| Канада (Billboard CHR/Top 40)          | 7              |
| Канада (Billboard Hot AC)              | 24             |
| Чехия (Rádio — Top 100)                | 23             |
| Чехия (Singles Digitál Top 100)        | 15             |
| Дания (Tracklisten)                    | 31             |
| Europe (Euro Digital Songs)            | 17             |
| Финляндия (Latauslista Download)       | 10             |
| Франция (SNEP)                         | 36             |
| Германия (GfK)                         | 30             |
| Greece Digital Songs (Billboard)       | 1              |
| Венгрия (Single Top 40)                | 29             |
| Венгрия (Stream Top 40)                | 17             |
| Ирландия (IRMA)                        | 24             |
| Италия (FIMI)                          | 19             |
| Япония (Billboard Japan Hot 100)       | 73             |
| Нидерланды (Dutch Top 40)              | 14             |
| Нидерланды (Single Top 100)            | 21             |
| Lebanon (Lebanese Top 20)              | 9              |
| Новая Зеландия (Recorded Music NZ)     | 16             |
| Норвегия (VG-lista)                    | 27             |
| Польша (Polish Airplay Top 100)        | 59             |
| Portugal (AFP)                         | 15             |
| Шотландия (OCC Scotland)               | 7              |
| Словакия (Rádio — Top 100)             | 53             |
| Словакия (Singles Digitál Top 100)     | 17             |
| South Korea International Chart (Gaon) | 13             |
| Испания (PROMUSICAE)                   | 11             |
| Швеция (Sverigetopplistan)             | 30             |
| Швейцария (Schweizer Hitparade)        | 23             |
| Великобритания (OCC UK Singles)        | 17             |
| США (Billboard Hot 100)                | 8              |
| США (Billboard Adult Pop Airplay)      | 19             |
| США (Billboard Dance/Mix Show Airplay) | 20             |
| США (Billboard Pop Airplay)            | 4              |
| США (Billboard Rhythmic)               | 10             |
| Venezuela English (Record Report)      | 24             |

| Чарт (2016)                          | Позиция |
| ------------------------------------ | ------- |
| Australia (ARIA)                     | 77      |
| Canada (Canadian Hot 100)            | 41      |
| Italy (FIMI)                         | 93      |
| UK Singles (Official Charts Company) | 69      |
| US Billboard Hot 100                 | 36      |
| US Mainstream Top 40 (Billboard)     | 21      |
| US Rhythmic Songs (Billboard)        | 50      |

| Регион | Сертификация  | Продажи   |
| --- | ------------- | --------- |
| Австралия (ARIA) | 2× Платиновый | 140 000   |
| Бельгия (BEA) | Золотой       | 10 000    |
| Бразилия (ABPD) | 2× Платиновый | 80,000    |
| Канада (Music Canada) | 4× Платиновый | 320 000   |
| Дания (IFPI Danmark) | Золотой       | 45 000    |
| Франция (SNEP) | Золотой       | 66 666    |
| Германия (BVMI) | Золотой       | 200 000   |
| Италия (FIMI) | Платиновый    | 50 000    |
| Новая Зеландия (RMNZ) | Платиновый    | 15 000*   |
| Норвегия (IFPI Norway) | Платиновый    | 60 000    |
| Польша (ZPAV) | 2× Платиновый | 40 000    |
| Португалия (AFP) | Платиновый    | 10 000    |
| Швеция (GLF) | Платиновый    | 40 000    |
| Великобритания (BPI) | 2× Платиновый | 1 200 000 |
| США (RIAA) | 4× Платиновый | 1,150,000 |
| * Данные о продажах приведены только на основе сертификации. · Данные о продажах + прослушиваниях приведены только на основе сертификации. |               |           |